# Хайм, Скотт
Ско́тт Ха́йм (англ. Scott Heim; род. 26 сентября 1966, Хатчинсон, штат Канзас, США) — американский писатель, поэт и публицист, автор романов «Загадочная кожа» (1996) и «Мы исчезаем» (2008). Лауреат Литературной премии «Лямбда» за 2009 год в номинации «Лучшая художественная книга».

## Биография
Родился 26 сентября 1966 года в городе Хатчинсоне в штате Канзас, в семье школьного учителя Марион Э. Хейма и домохозяйки Донны Кей (Брэк) Хейм. В 1989 году окончил Университет штата Канзас в Лоуренсе, получив степень бакалавра английского языка и искусствоведения. В 1991 году в том же университете получил степень магистра по английской литературе.
В 1992 году переехал в Нью-Йорк. Год спустя была издана его первая книга, которой стал поэтический сборник «Спасён от утопления». Продолжил образование в Колумбийском университете, который окончил в 1993 году со степенью магистра изящных искусств. Во время обучения написал свой первый роман «Загадочная кожа», который был издан в 1996 году. Следом, в 1997 году, Хейм издал свой второй роман «В страхе».
В 2002 году переехал в Бостон. В 2008 году им был издан третий роман «Мы исчезаем», за который в 2009 году он получил премию Лямбда. Скотт Хайм — открытый гомосексуал. В ноябре 2008 года журнал «Выход» внёс его имя в список ста самых влиятельных гомосексуалов года. В 2012 году Хейм стал редактором серии сборников о музыкантах под названием «Первый раз, когда я услышал». В этих книгах музыканты и писатели рассказывали свои истории о том, когда они впервые услышали определённую культовую группу или исполнителя.
Писатель получил стипендию Лондонского совета по искусству в качестве международного писателя-резидента, а также стипендию лаборатории сценаристов Сандэнс за адаптацию романа «Загадочная кожа». Роман был также адаптирован для театра драматургом Принсом Гомолвиласом; премьера адаптации состоялась в Сан-Франциско. По книге режиссёром Греггом Араки был снят одноимённый фильм, в котором снялись Джозеф Гордон-Левитт, Брэди Корбет, Элизабет Шу, Мишель Трахтенберг и Мэри Линн Райскуб.

## Сочинения

### Романы
- «Мы исчезаем» (англ. We Disappear, 2008);
- «В страхе» (англ. In Awe, 1997);
- «Загадочная кожа» (англ. Mysterious Skin, 1996).

### Поэзия
- «Спасён от утопления» (англ. Saved From Drowning, 1993).